# Llançà
Llançà (em catalão e oficialmente) ou Llansá (em castelhano) é um município da Espanha na comarca de Alt Empordà, província de Girona, comunidade autónoma da Catalunha. Tem 27,98 km² de área e em 2021 tinha 4 842 habitantes (densidade: 173,1 hab./km²).
A povoação é formada por dois bairros que nas últimas décadas se uniram: o núcleo antigo e a zona do porto.

## Demografia
| Variação demográfica do município entre 1991 e 2004[carece de fontes?] | Variação demográfica do município entre 1991 e 2004[carece de fontes?] | Variação demográfica do município entre 1991 e 2004[carece de fontes?] | Variação demográfica do município entre 1991 e 2004[carece de fontes?] |
| ---------------------------------------------------------------------- | ---------------------------------------------------------------------- | ---------------------------------------------------------------------- | ---------------------------------------------------------------------- |
| 1991                                                                   | 1996                                                                   | 2001                                                                   | 2004                                                                   |
| 3495                                                                   | 3843                                                                   | 3890                                                                   | 4205                                                                   |

## Património
- Ilhota de Castellar
- Igreja de Sant Vicenç (séculos XVII e XVIII)
- Museu da Aguarela - J. Martínez Lozano[2]